# Parco nazionale di Bandingilo
Il parco nazionale di Bandingilo (in lingua inglese:  Bandingilo National Park) è un'area protetta del Sudan meridionale che occupa un'area 16500 km² di territorio in prevalenza paludoso. Il parco è stato fondato nel 1986.

## Clima
Il caldo torrido è interrotto solo dalle piogge che si manifestano tra maggio e ottobre.

## Geografia
Il parco è situato ad est del Nilo bianco  tra le città di Bor (a Nord), Juba ( a Sud) e Mongalla (a Ovest) a una quota compresa tra i 200 e i 400 m s.l.m.

## Flora e fauna
Il parco è rifugio per svariate specie di uccelli, tra cui il gheppio volpino, il turaco crestabianca, il turaco ventrebianco, i Coraciiformes, i Caprimulgidae
, i Coraciiformi e molti altri ancora.